# تخته‌سیاه (فیلم)
تخته‌سیاه فیلمی ایرانی به کارگردانی سمیرا مخملباف و محصول سال ۱۳۷۸ است. صدابرداری فیلم را بهروز شهامت انجام داده و عکاس آن میثم مخملباف است. تخته‌سیاه پس از فیلم سیب (۱۳۷۶) دومین ساختهٔ سمیرا مخملباف است که موفق شد جایزه ویژه هیئت داوران جشنواره فیلم کن ۲۰۰۰ را از آن خود کند. گفتگوهای این فیلم، همگی به زبان کردی هستند.
محسن مخملباف در خصوص فیلم گفته است که:
"طرح فیلمنامه تخته‌سیاه که از من است، خلاصه داستانی است که در زمان فیلمبرداری شکل فیلمنامه به خود گرفته. دیالوگ‌ها و ریزه‌کاری روابط و پرداخت شخصیت‌ها از سمیرا است. در مورد تدوین، قبل از هر چیز خودم را به عنوان یک متخصصِ کار با میز مونتاژ -که دستم تندتر از سمیرا است- در اختیار او گذاشتم. وگرنه او خودش به خوبی با میز مونتاژ کار می‌کند؛ گیرم کندتر از من. بعد گذاشتم تا فیلم او، خودش را به همان شکلی که کارگردان خواسته نشان بدهد. بعد شروع کردم به ایراد گرفتن از فیلم. اما حق وتو را برای او باقی گذاشتم و هر جا نپذیرفت، حق را به او دادم. حتی اگر به خودم و تجربه‌ام گران آمد."

## خلاصه داستان فیلم
موضوع فیلم در مورد تلاش آموزگاری (بهمن قبادی) است که سعی در باسواد کردن نوجوانانِ قاچاقچی و پناهندگانِ کرد در مرزهای شمالی ایران و عراق دارد. این پناهندگان از بازماندگان حمله شیمیایی به حلبچه توسط صدام حسین هستند.